# Tomás Calleja
Tomás Calleja Guijarro (Navares de Ayuso, 31 de diciembre de 1922 - Segovia, 3 de agosto de 2018) fue un escritor, profesor y arqueólogo español cuya obra se centra principalmente en la historia y cultura de la Provincia de Segovia.

## Biografía
Es uno de los escritores más prolíficos de la segunda mitad del siglo XX en la Provincia de Segovia. Estudió Magisterio, ejerciendo como maestro durante más de dos décadas (de 1942 a 1963) en varios pueblos de la provincia (La Cuesta, Sepúlveda y Torre Val de San Pedro), para posteriormente marchar destinado a Madrid. Ha sido colaborador del Centro de Documentación y Orientación del Ministerio de Educación y miembro de la Comisión Ministerial de Planes y Proyectos de la EGB.
En su etapa docente segoviana dedicó su tiempo libre a realizar prospecciones arqueológicas, lo que le permitió descubrir numerosos yacimientos, entre los que cabe destacar las villas romanas de Las Vegas de Pedraza, Valdevacas y Guijar, Bálsamos, Navares de Ayuso y Las Negrillas. Fruto de esas prospecciones se hizo con una importante colección de material arqueológico, integrada por más de 400 piezas. Autor de cerca de medio centenar de libros, como “Las Mojadas de Caballar”, “Romances de El Tuerto de Pirón” y “Aventuras en cuevas”. En el año 2011 donó toda su colección arqueológica al Museo de Segovia.
Falleció el 3 de agosto de 2018 en Segovia capital a la edad de 95 años.